# Нистетал
Нистетал (њем. Niestetal) општина је у њемачкој савезној држави Хесен. Једно је од 29 општинских средишта округа Касел. Према процјени из 2010. у општини је живјело 10.554 становника. Посједује регионалну шифру (AGS) 6633020.

## Географски и демографски подаци
Нистетал се налази у савезној држави Хесен у округу Касел. Општина се налази на надморској висини од 221 метра. Површина општине износи 22,2 km². У самом мјесту је, према процјени из 2010. године, живјело 10.554 становника. Просјечна густина становништва износи 476 становника/km².

## Међународна сарадња
| Мјесто | Држава   | Врста сарадње | Од    |
| ------ | -------- | ------------- | ----- |
| Шаркад | Мађарска | партнерство   | 2005. |
| Извор  |          |               |       |